# Alternative – die Grünen Zug
Die Alternative – die Grünen Zug (ALG) ist eine linke ökologische Partei im Kanton Zug (Schweiz). Sie entstand im Jahr 2005 als Alternative Kanton Zug durch einen Zusammenschluss von lokalen Gruppierungen. Die größte dieser Gruppierungen war die Sozialistisch Grüne Alternative Zug (SGA).
Die SGA war 1986 von Mitgliedern der Sozialistischen Arbeiterpartei, parteilosen Linken und Aktivisten aus der Frauenbewegung, den Gewerkschaften und anderen Initiativen gegründet worden.
1990–2006 war Hanspeter Uster für die SGA Regierungsratsmitglied. Nach den Wahlen im Oktober 2006 war die Alternative Kanton Zug  im Regierungsrat sogar  mit zwei von sieben Sitzen (Manuela Weichelt-Picard und Patrick Cotti) vertreten. Im Oktober 2010 wurde Patrick Cotti zu Gunsten von Stephan Schleiss (SVP) abgewählt. Bei den Wahlen 2014 legte die ALG im Kantonsrat von 7 auf 10 Sitze zu. Regierungsrätin Weichelt wurde auch im neuen Majorz-Wahlsystem wieder gewählt. Bei den kantonalen Wahlen 2018 konnte den Sitz der zurücktretenden Manuela Weichelt-Picard nicht verteidigen, dafür gewannen die Alternativen einen weiteren Kantonsratssitz, so dass sie 11 Kantonsratsmitglieder stellen konnten.
Zwischen 2003 und 2011 nahm die SGA bzw. die Alternative – die Grünen Zug mit Josef Lang einen der drei Zuger Sitze im Nationalrat der Schweiz ein. Lang hat sich dort von Anfang an der Grünen-Fraktion angeschlossen. Bei den Schweizer Parlamentswahlen 2011 reichte es ihm knapp nicht zur Wiederwahl. Seit den Wahlen 2019 sind die Zuger Alternativen (mit Manuela Weichelt-Picard) wieder im Nationalrat vertreten.
Die Alternative Kanton Zug wurde an der Delegiertenversammlung der Grünen am 13. Juni 2009 zum Vollmitglied der Grünen Schweiz ernannt. Seither nennt sich die Partei Alternative – die Grünen Zug. Am 5. November 2009 wurde die Junge Alternative Zug als Jungpartei der Alternative – die Grünen Zug und als Zuger Sektion der Jungen Grünen Schweiz gegründet.
Die ALG setzt auf faire Steuer- und ressourcenschonende Wirtschaftspolitik zum Wohle einer starken Gesellschaft und Wirtschaft mit gesundem Staatshaushalt, gutem Service public und Schutz der Landschaft/Umwelt.